# Omoconazol
Omoconazolul este un antifungic derivat de imidazol, fiind utilizat în tratamentul unor micoze topice, precum pitiriazis versicolor și dermatofitoze. Calea de administrare disponibilă este cea topică și orală.